# Keith Michell
Keith Joseph Michell (Adelaide, 1 de dezembro de 1926 - Hampstead, 20 de novembro de 2015) foi um ator australiano. Ele retratou o rei Henrique VIII na série de televisão da BBC, The Six Wives of Henry VIII. Também ficou conhecido por seu papel como Heathcliff na adaptação de 1962 de Wuthering Heights.
De 1974 a 1977, atuou como diretor artístico do Chichester Festival Theatre em um cargo antes ocupado por Laurence Olivier.

## Biografia
Nascido em Adelaide, Michell mudou-se para a Grã-Bretanha em 1949 e logo se tornou membro da Young Vic Theatre Company, apresentando-se nos palcos de Londres. Ele fez sua estréia na Broadway em uma produção de 1963 da comédia musical Irma la Douce. No cinema seus papeis incluem os filmes Dangerous Exile (1957), O Espadachim do Diabo (1961), Noite Insana (1962), Il dominatore dei 7 mari (1962) e Julgamento de um Traidor (1970). Ele apareceu como Dennis Stanton, um ladrão de joias, na série de televisão da CBS, Assassinato por Escrito.

## Prêmios e indicações
Michell ganhou os prêmios Bafta e Emmy por sua atuação na série de televisão The Six Wives of Henry VIII da BBC.

## Morte
Keith Michell morreu em Hampstead, uma área da cidade inglesa de Londres, em 20 de novembro 2015.